# Haus Hammer
Das Haus Hammer ist eine Schutzhütte der Sektion München des Deutschen Alpenvereins (DAV). Sie liegt im Landkreis Miesbach bei Fischbachau in Deutschland. Es handelt sich um eine Selbstversorgerhütte ohne Bewirtschaftung.

## Geschichte
Das Haus Hammer war ein ehemaliges Ferienheim der Stadtwerke München, bevor die Hütte 2006 von der Sektion München gepachtet wurde. In naher Zukunft muss das Haus einer Generalsanierung unterzogen werden; die Sektion München hätte daher das Haus gerne gekauft, konnte den Kauf jedoch nicht finanzieren. Mit den Stadtwerken wurde ein 30-jähriger Pachtvertrag geschlossen, der umfangreiche Sanierungsmaßnahmen für die Sektion beinhaltet.
Im Herbst 2023 wurde die Außenfassade des Altbaus erneuert, 2024 wurden die Fenster erneuert.

## Lage
Die Hütte liegt auf einer Höhe von 750 m ü. NHN und steht im Leitzachtal bei Fischbachau.

## Zugänge
Ein Parkplatz existiert direkt am Haus.

## Nachbarhütten
- Hütte Hammer, Selbstversorgerhütte (750 m) (steht neben Haus Hammer)
- Jägerbauernalm Alpe (1541 m)
- Aiblinger Hütte, Selbstversorgerhütte (1311 m)
- Taubensteinhaus, bewirtschaftet (1567 m)
- Schönfeldhütte, bewirtschaftet (1410 m)
- Siglhütte, Selbstversorgerhütte (1353 m)
- Benzingalm Alpe, (1345 m)[4]

## Touren
- Übergang von der Albert-Link-Hütte zum Taubensteinhaus, 4,3 km, 2,5 Std.
- Die Drei-Seen-Tour – Eine gemütliche Hüttenwanderung in den Schlierseer Bergen, 47,2 km, 18 Std.[5]

## Gipfel
- Von Birkenstein auf den Wendelstein, 13,6 km, 7 Std.
- Zur Brecherspitz, 14,7 km, 7:15 Std.
- Auf den Wendelstein über den König-Maximilian-Weg, 12,2 km, 6:15 Std.
- Larcher Alm auf den Wendelstein, 10,3 km, 4 Std.[6]

## Karten
- BY 16 "Mangfallgebirge Ost – Wendelstein, Großer Traithen", mit Wegmarkierung und Skirouten 1:25.000; ISBN 978-3937530222
- BY 13 "Mangfallgebirge Mitte – Spitzingsee, Rotwand". ISBN 978-3937530642
- KOMPASS Wanderkarte Bayrischzell, Schliersee, Fischbachau, Oberaudorf: 3in1 Wanderkarte 1:25.000 mit Aktiv Guide inklusive Karte zur offline Verwendung ... Skitouren, ISBN 978-3990447208